# Charles Jencks
Charles Jencks (født 21. juni 1939 i Baltimore, død 13. oktober 2019) var en amerikansk arkitekt, landskabsarkitekt og teoretiker indenfor arkitektur. Hans bøger om historien og kritik af modernismen og postmodernismen er meget udbredte både i arkitekt kredse og udenfor.
Han studerede først engelsk litteratur på Harvard University, og senere erhvervede han MA i arkitektur fra Graduate School of Design i 1965. Han fik også en ph.d. i arkitektur historie fra University College London.
Selvom han ikke opfandt udtrykket postmodernisme, er hans 1997 bog The Language of Postmodern Architecture ofte betragtet som at have gjort brugen af udtrykket populært.
Charles Jencks blev en frontfigur i engelsk landskabsarkitektur, Hans landskaber er inspireret af fraktaler, genetik, kaosteori, bølger og soliton. I Edinburgh, Skotland, har han designet Landform ved Scottish National Gallery of Modern Art. Disse temaer er uddybet i hans egen private have, Garden of Cosmic Speculation, ved Portrack House nær Dumfries. Han var også møbeldesigner og skulptør, og fuldendte i 2003 DNA-skulpturen i Londons Kew Garden.

## Udvalgt bibliografi
- The Iconic Building – The Power of Enigma, Frances Lincoln, London, 2005.
- The Garden of Cosmic Speculation, Frances Lincoln Limited, London, October 2003.
- The New Paradigm in Architecture, (seventh edition of The Language of Post-Modern Architecture), Yale University Press, London, New Haven, 2002.
- Le Corbusier and the Continual Revolution in Architecture, The Monacelli Press, 2000
- Architecture 2000 and Beyond, (Critique & new predictions for 1971 book), Academy, Wiley, May 2000
- The Architecture of the Jumping Universe, Academy, London & NY, 1995. Second Edition Wiley, 1997.
- Heteropolis – Los Angeles, The Riots & Hetero-Architecture, Academy, London & NY, 1993.
- The New Moderns, Academy London, Rizzoli, NY 1990.
- The Prince, The Architects and New Wave Monarchy, Academy, London and Rizzoli, NY 1988.
- Post-Modernism, The New Classicism in Art and Architecture, Rizzoli, NY and Academy, London 1987; German edition, 1987, reprinted 1988.
- What is Post-Modernism?, St Martins Press, NY 1986, Academy, London 1986. Second Edition 1988. Third Edition 1989. Fourth Edition 1996.
- Towards A Symbolic Architecture, Rizzoli, NY; Academy, London 1985.
- Kings of Infinite Space, St. Martins Press, NY; Academy, London 1983.
- Abstract Representation, St. Martins Press, NY 1983, Architectural Design monograph, London 1983.
- Skyscrapers – Skycities, Rizzoli, NY 1980, Academy, London 1980.
- Signs, Symbols and Architecture, edited with Richard Bunt and Geoffrey Broadbent, John Wiley, NY and London 1980.
- Late-Modern Architecture, Rizzoli, NY 1980, Academy, London 1980. Translated into German and Spanish.
- Bizarre Architecture, Rizzoli, NY 1979 and Academy, London 1979.
- The Language of Post-Modern Architecture, Rizzoli, NY 1977, revised 1978, Third Ed. 1980, Fourth Ed. 1984, Fifth Ed. 1988, Sixth Ed. 1991, Academy Editions London 1977, 1978, 1980, 1984, 1991.
- Modern Movements in Architecture, Anchor Press, NY 1973.